# East Malling and Larkfield
East Malling and Larkfield est une paroisse civile du Kent, au Royaume-Uni. Elle est située dans l'ouest du comté, à 4 km au sud-est de la ville de West Malling et à 9 km au nord-ouest de Maidstone. Comme son nom l'indique, elle comprend les villages d'East Malling et de Larkfield. Administrativement, elle relève du borough de Tonbridge and Malling. Au recensement de 2011, elle comptait 14 185 habitants.

## Étymologie
Malling est un toponyme d'origine vieil-anglaise construit sur un modèle courant : le suffixe -ingas accolé au nom d'un individu (ici *Mealla) permettant de désigner le village peuplé par la famille ou la suite de cet individu. Il est attesté dès 942-946 sous la forme Meallingas, puis Mellingetes dans le Domesday Book, à la fin du XIe siècle.
Larkfield est également d'origine vieil-anglaise et désigne un champ ou un pré (feld) aux alouettes (lāwerce). Il est attesté sous la forme Lavrochesfel dans le Domesday Book.

## Transports
La route A20 (en), qui relie Londres à Douvres, traverse le village de Larkfield. L'autoroute M20 suit un tracé parallèle un peu plus au nord.
La gare d'East Malling (en), ouverte en 1913, est desservie par les trains de la Maidstone line (en).